# Chartered Institute for Archaeologists
Das Chartered Institute for Archaeologists (CIfA) ist eine britische Vereinigung im Bereich Archäologie und Bodendenkmalpflege tätiger Personen. Es vertritt und setzt berufliche Standards und ethische Richtlinien für die Archäologie als Beruf. Ziel des CIfA ist es, die Vorteile zu vergrößern, welche die Archäologie der Gesellschaft erbringt. Das wesentliches Instrument zur Erreichung dieses Ziels ist das Definieren und Garantieren von gemeinsam vereinbarten beruflichen Standards für Individuen wie auch Organisationen (Fachfirmen) und eines korrekten ethischen Verhaltens aller beruflich tätigen Archäologen.

## Name und Geschichte
Das heutige CIfA gründete sich 1982 in England als „Institute for Field Archaeologists“ (IFA) als Konsequenz aus den damaligen Bedürfnissen und Sorgen der Grabungsarchäologie. Im Jahr 2008 wurde wegen der zunehmenden Diversität der Mitglieder, die mittlerweile alle Arbeitsbereiche der Archäologie umfassten, der Name in „Institute for Archaeologists“ (IfA) geändert. Das seit der Gründung der Organisation bestehende Selbstverständnis, nämlich den Schutz der menschlichen Hinterlassenschaften im, unter und über dem Boden, deren Dokumentation und Analyse ebenso wie die Konservierung der archäologischen Artefakte zu verbessern, blieb unverändert. Seit 1993 konnte ein hauptamtlicher Direktor beschäftigt werden; die Position wurde 1997 durch Pete Hinton besetzt. Dieser Schritt führte zu einer tiefgreifenden Stärkung der Institution, denn der Aufbau eines wirksamen Berufsverbandes ist nur mit Vollzeitbeschäftigten zu erreichen.
Das heute den Namen anführende ‚C‘ der Organisation bezieht sich auf eine am 9. Dez. 2014 verliehene königliche Charta – gewährt von Königin Elisabeth II. – welche besagt, dass das CIfA in Großbritannien nunmehr staatlich anerkannt ist. Damit ist ihm testiert, dass es dauerhaft stabil und führend auf seinem Gebiet tätig ist und der britische Staat das Anliegen und die Rolle des CIfA unterstützt. Die Charta bestätigt, dass das CIfA ein legitimes Interesse zum Nutzen der Öffentlichkeit verfolgt, es besitzt den Status einer quasi öffentlichen Organisation. Besonders wichtig ist, dass seine Mitglieder dadurch offiziell die gleiche Wertschätzung genießen wie andere Berufsstände und dass das CIfA seitdem berechtigt ist, den Titel „Chartered Archaeologist“ zu verleihen, eine gesetzlich geschützte Berufsbezeichnung, die nur Mitglieder des CIfA führen dürfen.

## Organisation und Aufbau
Das CIfA hatte im Juli 2021 ca. 4.300 persönliche Mitglieder (3.160 Akkreditierte, 1.140 Nicht-Akkreditierte) und 82 akkreditierte Organisationen ("RO"s) aus 39 Ländern. Alle seine Mitglieder sind unabhängig von nationalen Grenzen verpflichtet, den Regularien des CIfA zu genügen. Das CIfA umfasst mehrere Interessensgruppen für verschiedene Spezialisten, wie z. B. in der Archäologie tätige Zeichner, Geophysiker oder Anthropologen. Der jährliche Umsatz des CIfA beträgt ca. eine Million Euro, das Institut unterhält einen dreizehnköpfigen Mitarbeiterstab (entsprechend zehn Vollzeitstellen), der durch mehr als 100 Ehrenamtliche unterstützt wird. Die finanziellen Ressourcen beruhen auf den Mitgliedsbeiträgen aller registrierten professionellen Archäologen. Die Beiträge werden nach dem individuellen Einkommen angesetzt: Wer mehr verdient, zahlt höhere Beiträge. Das CIfA hat in den 2010er Jahren, nach über 30 Jahren, eine hinreichende ökonomische Basis gewonnen, um stabil und wirkungsvoll arbeiten zu können.

## CIfA als Berufsverband
Ein Berufsverband zeichnet sich u. a. durch eine explizite fachliche Ethik (code of conduct) aus. Er entwickelt Bedingungen für eine Mitgliedschaft und erhält diese aufrecht, er verlangt die Zustimmung und Einhaltung der fachlichen Ethik und Nachweise der beruflichen Fähigkeiten der Mitglieder sowie deren kontinuierliche Weiterbildung. Er führt, etwa bei Verstößen gegen die fachliche Ethik, objektive und transparente disziplinarische Verfahren durch. Zudem vertritt er den Beruf und schützt die Öffentlichkeit, die Nutzer und die Auftraggeber vor einer eventuell ungenügenden Praxis einzelner seiner Mitglieder. Ein Berufsverband dient also nicht in erster Linie seinen Mitgliedern und deren Interessen, sondern er stellt sicher, dass die beruflichen Aktivitäten seiner Mitglieder der Öffentlichkeit nutzen. Im Unterschied zu einer Gewerkschaft ist die Aufgabe also nicht primär die Verbesserung von Bezahlung und Arbeitsbedingungen seiner Mitglieder. So gibt das CIfA zwar Empfehlungen für spezifische Lohnspannen für die jeweiligen Qualifikationsniveaus seiner Mitglieder, der Fokus seiner Tätigkeit liegt jedoch auf der Einführung und Verbesserung von Standards sowie auf der Etablierung eines klaren Berufsprofils. Dies wiederum hilft jedoch indirekt auch, die Löhne und Arbeitsbedingungen in der Archäologie zu verbessern. 
Im September 2017 vereinbarte das CIfA als Berufsverband förmlich eine enge, arbeitsteilige Zusammenarbeit mit der großen europäischen Nichtregierungsorganisation für die Archäologie, der European Association of Archaeologists (EAA), die sich selbst mehr als wissenschaftlich und (fach-)politisch wirkende Organisation sieht.

## Beruf Archäologie
Ein Kernanliegen der CIfA ist eine Professionalisierung der Archäologie. Dies beginnt bei der Definition, was ein professioneller Archäologe ist. Nach dem Verständnis des CIfA ist ein professioneller Archäologe eine Person oder ggf. eine Organisation, die von einem Berufsverband formell akkreditiert wurde. Dies bedeutet, dass er/sie ein angemessenes Niveau und eine angemessene Bandbreite an archäologisch relevanten Fähigkeiten besitzt und dass diese Kompetenzen an etablierten fachlichen Standards gemessen werden können. Zudem verpflichtet sich diese Person resp. Organisation auf eine explizite fachliche Ethik und ist bereit, seine/ihre Fähigkeiten über sein/ihr gesamtes Arbeitsleben hinweg kontinuierlich weiterzuentwickeln und akzeptiert die Aufsicht durch seine/ihre Fachkollegen. Eine Akkreditierung durch den Berufsverband ist eine Bestätigung der jeweiligen Professionalität, wodurch die Karriere/die Wettbewerbsfähigkeit gestärkt wird.

## Ethische Kompetenz und Qualitätssicherung
Die Mitglieder des CIfA stimmen mit ihrem Beitritt den ethischen Richtlinien zu und bestätigen, dass alle ihnen eventuell vorgeworfenen Zuwiderhandlungen diesen Richtlinien gemäß bewertet werden. Wenn das CIfA von sich aus zu einer Bewerbung auffordert, kann die ethische Kompetenz auch im Vorfeld überprüft werden.
Das Qualitätsmanagement des CIfA beruht auf expliziten Standards und Leitfäden. Diese werden von praktizierenden Mitgliedern des CIfA verfasst und diskutiert. Es handelt sich demnach um einen fachlich allgemein akzeptierten Konsens. Die zu erwartende Qualität der jeweiligen Produkte oder Dienstleistungen wird durch diese Dokumente definiert. Standards umfassen in der Regel nur wenige strategisch formulierte Sätze und umreißen eher das angestrebte Ergebnis. Die ausführlicher gehaltenen Leitfäden hingegen definieren die gute archäologische Praxis und somit den fachlich und ethisch korrekten Weg zum Ergebnis.
Beim CIfA können Vorwürfe gegen Mitglieder, gegen andere Archäologen und auch gegen Bürger eingebracht werden. Verstöße gegen Verhaltensrichtlinien, Standards und Leitfäden werden von einem gewählten Komitee anhand der vorliegenden Beweise und Aussagen überprüft und in einem quasi rechtlichen Prozess professionell verhandelt. In den Jahren 2016 und 2017 lag die Zahl solcher Überprüfungsverfahren bei etwa zwei pro Monat. Wenn eine Zuwiderhandlung bewiesen ist, kann und wird dies zur Auferlegung von Sanktionen führen, bis hin zum Widerruf der Akkreditierung als professioneller Archäologe oder professionelle Institution bei akkreditierten Mitgliedern.
Neben dem Thema der fachlichen Kompetenzen wird auch ein hoher Aufwand betrieben, Beschäftigungsstandards für archäologische Fähigkeiten zu definieren, die als Basis für die Aus- und Weiterbildung sowie für die Ausschreibung von Stellen dienen.

## Mitgliedschaft für Individuen
Das CIfA führt unterschiedliche Grade der Mitgliedschaft. Es gibt zwei Grade für nicht-akkreditierte (und nicht stimmberechtigte) Mitglieder (studentische Mitglieder/students und fördernde Mitglieder/affiliates) und drei Grade für akkreditierte Mitglieder (mit Stimmberechtigung): praktizierendes Mitglied (PCIfA, practitioner), assoziiertes Mitglied (ACIfA, associate) und ordentliches Mitglied (MCIfA, member) vorgesehen. Im Vordergrund steht hierbei die tatsächlich vorhandene Kompetenz des Einzelnen, nicht ein ggf. vorhandener akademischer Abschluss oder die Dauer seiner Erfahrung. Hierfür bemisst das CIfA die fachliche Kompetenz anhand einer Matrix. Anwärter müssen ihre Kompetenzen in den Bereichen (a) Wissen/Fachwissen, (b) Eigenverantwortung/Selbständigkeit, (c) Umgang mit Komplexität sowie (d) Verständnis von Zusammenhängen belegen. Die Einstufung beruht auf Aussagen über die eigene Kompetenz entlang der Begriffe dieser Matrix und einem Portfolio an Arbeiten. Für Experten spezieller Fachbereiche innerhalb der Archäologie (z. B. Museumswesen, physische Anthropologie etc.) gibt es angepasste Varianten dieser Kompetenzmatrix. Zusätzlich benötigen Bewerber zwei ausführliche Referenzschreiben. Die Einstufung einer Person wird von einem Komitee aus bereits beim CIfA akkreditierten Archäologen vorgenommen.

## Mitgliedschaft für Organisationen
Seit einigen Jahren ermöglicht das CIfA auch die Akkreditierung von Institutionen (Registered Organisations), z. B. von Grabungsfirmen. Anlass war, dass ein hoher Anteil der Arbeiten in der praktischen Bodendenkmalpflege auf Basis von Verträgen mit Fachfirmen stattfindet. Organisationen werden für jeweils drei Jahre akkreditiert, sie folgen der fachlichen Ethik und den Standards, sie haben interne Verfahren zur Qualitätssicherung sowie ein kompetentes Team samt Verfahren zur Aus- und Weiterbildung. Außerdem werden die Arbeitsqualität (d. h. Standards der Grabungsdokumentation, der Berichte, der Publikationen, der Archivierung), die Arbeitsplätze, die Eignung des Führungspersonals (MCIfA) sowie stichprobenartig die Qualität der archäologischen Produkte und Verfahren von einem Gremium von Kollegen aus anderen beim CIfA akkreditierten Organisationen überprüft. An einer Akkreditierung interessierte bzw. bereits akkreditierte Organisationen akzeptieren, dass Referenzen von anderen Kollegen eingeholt und berücksichtigt werden. Bei Vorwürfen sind die Organisationen rechenschaftspflichtig, wobei das Verfahren in diesem Fall mehr auf eine Verbesserung der künftigen Praxis und weniger auf das Verhängen von Sanktionen – wiewohl auch dies vorkommt – zielt.

## CIfA Deutschland
Seit Juli 2017 wurde die Gründung einer nationalen Gruppe CIfA Deutschland betrieben mit dem Ziel, einen professionellen, berufsständischen Verband der Archäologie auch in Deutschland zu etablieren. Obwohl in Deutschland verschiedene, sehr aktive und wichtige Vereine und Verbände von Archäologen existieren, ist nach Ansicht vieler Archäologen derzeit keine dieser Organisationen in der Lage, eine berufsständische Vertretung der gesamten deutschen Archäologie zu bilden. In Bezug auf die Arbeitsumstände in vielen Arbeitsbereichen der deutschen Archäologie werden jedoch Schieflagen und Missstände vermehrt wahrgenommen und zur Sprache gebracht, wie es u. a. die von der Deutschen Gesellschaft für Ur- und Frühgeschichte durchgeführte webbasierte Vortagung (6. März – 9. Juni 2017) und Tagung (Mainz, 4. Juli 2017) ‘Ein Berufsverband für die Archäologie?’ aufzeigte. Als Resultat bot CIfA Großbritannien am 1. Juni 2017 offiziell an, den deutschen Kollegen bei der Etablierung eines Berufsverbandes zur Seite zu stehen.
Im Februar 2018 wurde die förmliche Gründung von CIfA Deutschland als "area group" von CIfA bekannt gegeben. Die erste reguläre Mitgliederversammlung fand am 12. Mai 2018 in München statt. Als Vorstand wurden gewählt: Michaela Schauer (Präsidentin), C. Sebastian Sommer (Schriftführer) und Schneider (Schatzmeister). CIfA Deutschland richtet sich an alle in der Archäologie in Deutschland Tätigen, also neben der Archäologie auch an alle Nachbardisziplinen, die nahe mit ihr zusammenarbeiten. Das Ziel von CIfA Deutschland ist es, einen Berufsverband – dem Vorbild des CIfA folgend – nach deutschem Recht zu etablieren und dabei alle nötigen Anpassungen an deutsche Verhältnisse und Bedürfnisse vorzunehmen. Unterstützt wird dies durch eine durch das CIfA finanzierte Geschäftsführer-/Koordinatorenstelle, die mit einer CIfA-akkreditierten deutschen Archäologin besetzt ist.
Im Jan. 2022 wurde der Verein CIfA Deutschland (genauer: "CIfA-Deutschland des Chartered Institute for Archaeologists e.V.") vom Amtsgericht München auf Basis der Satzung vom 4. Dez.        2021 als "e.V." registriert.

## Publikationen
- The Archaeologist (online via Fachinformationsdienst Altertumswissenschaften)
- CIfA Annual Review (online via Fachinformationsdienst Altertumswissenschaften)
- CIfA Yearbook (online via Fachinformationsdienst Altertumswissenschaften)